# Netscape Communications
Netscape Communications Corporation (poprzednio pod firmą Mosaic Communications Corporation, MCC) – przedsiębiorstwo tworzące oprogramowanie, założone przez Marca Andreessena i Jamesa H. Clarka w kwietniu 1994 roku w celu wydania własnej wersji przeglądarki internetowej opartej na innej przeglądarce NCSA Mosaic znanej od tego czasu pod nazwą Netscape Navigator lub także pod nazwą kodową Mozilla.
Przedsiębiorstwo zostało wykupione przez korporację AOL w roku 1998 i przestało istnieć 15 lipca 2003.
Różne znaki towarowe związane z nazwą Netscape pozostają jednak w dalszym ciągu w użyciu.
15 lipca 2003 roku podjęto decyzję o zawieszeniu rozwoju przeglądarki Netscape (w tym czasie powstała Fundacja Mozilla). Z decyzji tej wycofano się w marcu 2004 po protestach użytkowników.
Najczęściej używanymi produktami przedsiębiorstwa były:
- przeglądarka internetowa Netscape Navigator
- serwer www Netscape Enterprise Server
- serwer LDAP Netscape Directory Server
- system zarządzania certyfikatami Netscape Certificate Management System

Spośród wycofanych produktów przedsiębiorstwa warto wymienić Netscape Visual JavaScript, zintegrowane środowisko programistyczne dla opracowanego przez Netscape języka JavaScript oraz bezpieczny system transmisji SSL.

## Dalsza historia produktów
Netscape Navigator: w marcu 1998 roku (jeszcze przed przejęciem przez AOL) Netscape opublikowała część kodu źródłowego przeglądarki jako wolne oprogramowanie na licencji Netscape Public License. Wynikiem Projektu Mozilla miał być Netscape Navigator 5. Po wielu komplikacjach wydany został dopiero Netscape Navigator 6, licencja uległa zmianie na MPL, a kod źródłowy ma obecnie pod opieką Fundacja Mozilla, która rozwinęła go najpierw w Mozilla Application Suite, a potem w programy Firefox i Mozilla Thunderbird. Gdy pakiet Mozilla przestał być rozwijany przez Fundację Mozilla, SeaMonkey Council zaczęła tworzyć pakiet SeaMonkey.
Netscape Enterprise Server był rozwijany jako joint venture pomiędzy AOL a firmą Sun Microsystems pod nazwą iPlanet. Od roku 2002 wszystkie udziały wykupił Sun Microsystems, a program uległ wielu przeobrażeniom i obecnie nosi nazwę Sun Java System Web Server.
Netscape Directory Server w 2004 został sprzedany przedsiębiorstwu Red Hat i stał się bazą dwóch produktów Fedora Directory Server oraz Red Hat Directory Server.
Netscape Certificate Management System był najpierw rozwijany jako iPlanet Certificate Management System,
a od zakupu technologii w 2004 przez Red Hat nosi nazwę Red Hat Certificate System.